# アリアケカズラ属

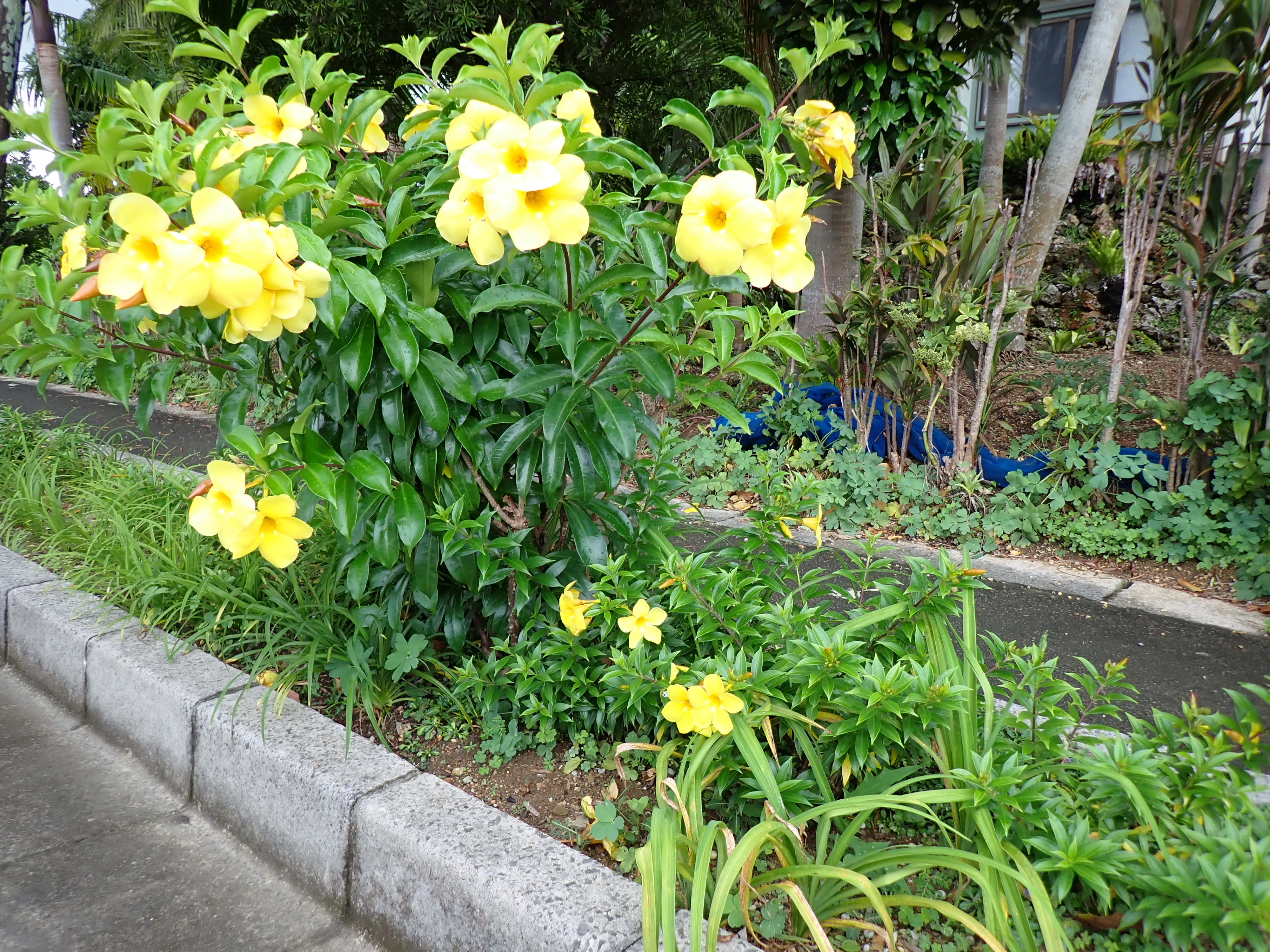
オオバナアリアケカズラとコバノアリアケカズラの比較（沖縄県石垣市 植栽）

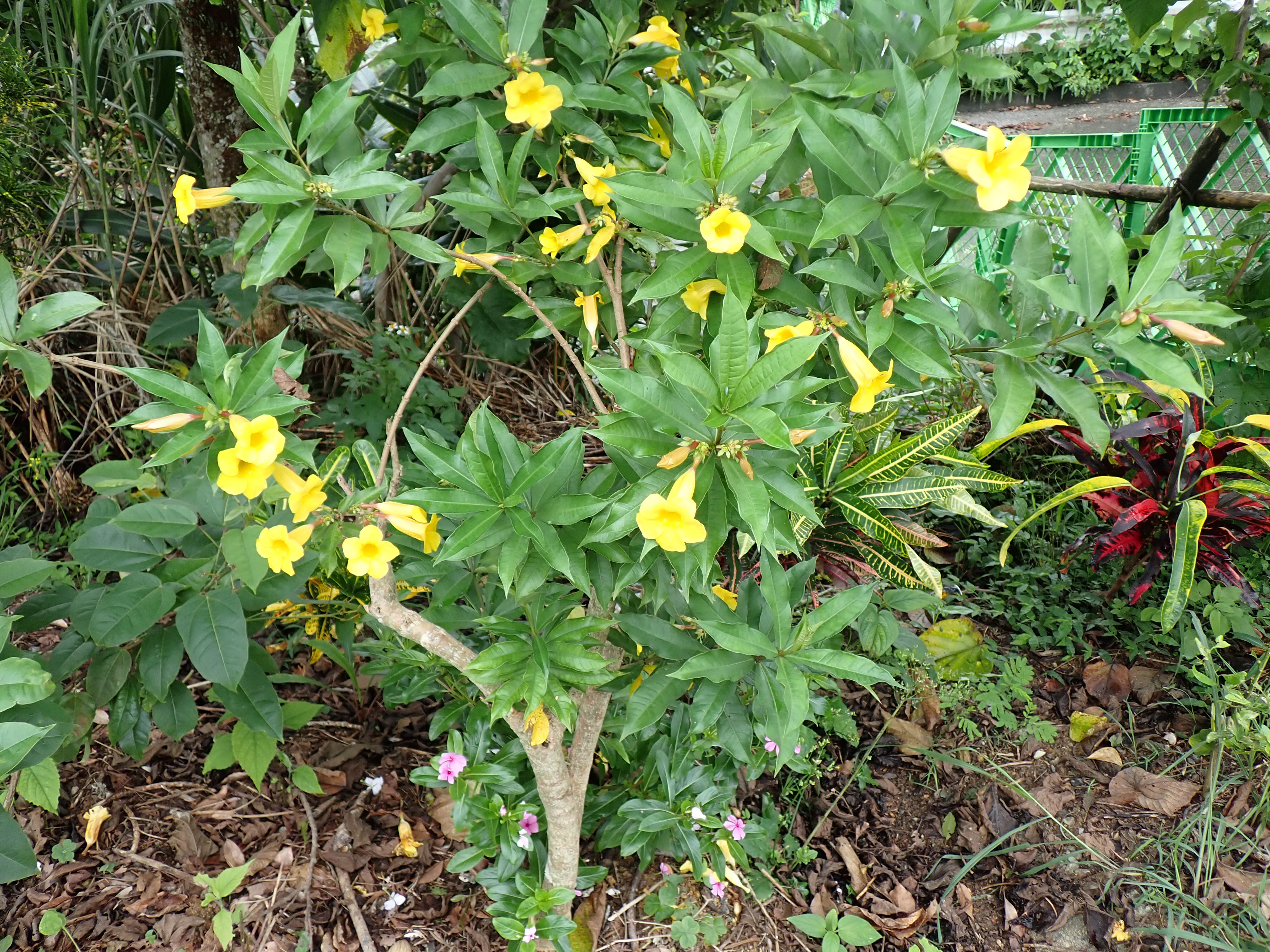
ヒメアリアケカズラ（沖縄県名護市 植栽）

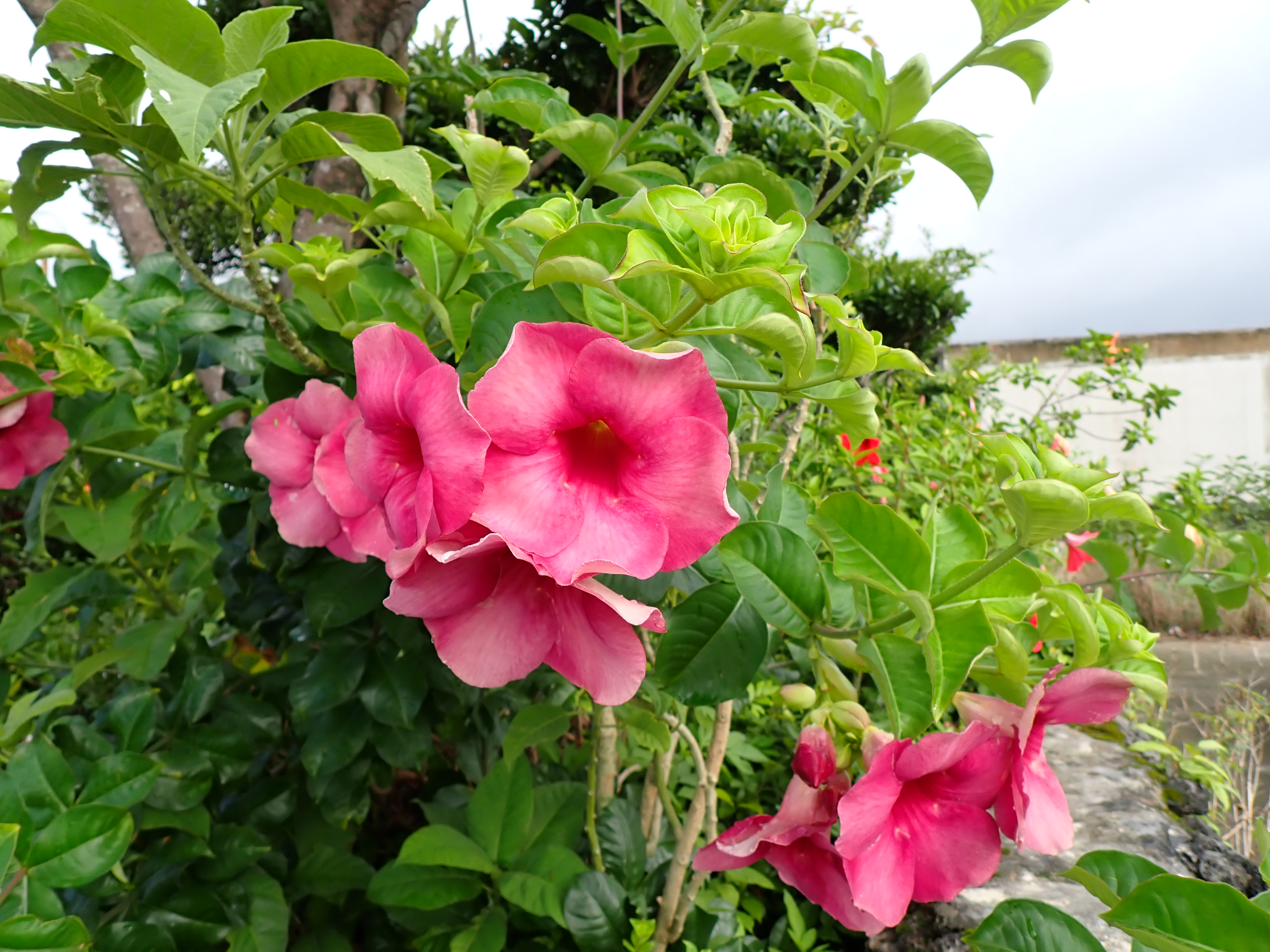
ムラサキアリアケカズラの花（沖縄県石垣市）

アリアケカズラ属（アリアケカズラぞく、有明葛属、学名：Allamanda）はキョウチクトウ科の半つる性常緑樹。

## 特徴・分類
つる状になる種のほかに、直立する種もある。葉は長さ4–15 cmほどの長楕円形、ほぼ無毛で全縁、2–5枚が輪生する。蕾の外側はやや茶色っぽい。花は大きく漏斗型で、先が5裂する。花色は黄や紫。15–16種がある。蒴果は稀に結実し、球形で表面に刺が多い。
日本国内では以下の種が栽培されている。以下学名はYListに準拠。
- ムラサキアリアケカズラ A. blanchetii[6]  シノニム：A. violacea[7]、 花が紫色で枝葉に毛が多い。ブラジル原産
- ヒメアリアケカズラ A. schottii[8] シノニム：A. neriifolia[9]、花径3–5 cmで花筒部がやや曲がる
- アリアケカズラ（オオバナアリアケカズラ） A. cathartica var. hendersonii[10] 最も多く栽培される種。 以下はアリアケカズラの栽培品種とされる（変種と扱う文献もある）
  - ヤエアリアケカズラ A. cathartica 'Williamsii'[11] 八重咲きの品種
  - コバナアリアケカズラ  花が小型
  - コバノアリアケカズラ  葉長4–6 cmほどで小さい

## 分布と利用
熱帯アメリカ原産で、熱帯各地で観賞用に栽培される他に野生化もしており、オーストラリアなど侵略的外来種として扱われる例もある。日本国内では温室や植物園で栽培されるほか、沖縄県内で庭、公園、街路、生垣に多く利用される代表的な花木。オオバナアリアケカズラは沖縄自動車道のコンクリート擁壁を被覆する目的で沖縄北IC以南に多く植栽され、開花期は特に美しい。低温には弱く10℃以上の気温が必要。日当たりを好み、土質を選ばずよく育つ。挿し木で繁殖可能。